# Weißrand-Drückerfisch
Der Weißrand-Drückerfisch (Sufflamen chrysopterum) lebt im Indopazifik von den Küsten Ost- und Südafrikas bis nach Japan, der Lord-Howe-Insel und Samoa in Lagunen und Außenriffen. Im Roten Meer und dem Golf von Oman ersetzt ihn der sehr ähnliche Blaukehl-Drückerfisch (Sufflamen albicaudatus). Weißrand-Drückerfische sind territoriale Einzelgänger und bevorzugen flache Zonen oder terrassenförmige Riffe mit offenen Sand-, Geröll- und Felsflächen, die nur wenig von Korallen bewachsen sind.
Jungfische sind oben dunkelbraun und unten weiß. Die Färbung der adulten Tiere ist variabel.
Die 30 Zentimeter lang werdenden Fische ernähren sich von verschiedenen bodenbewohnenden Wirbellosen.